# Biarum aleppicum
Biarum aleppicum är en kallaväxtart som beskrevs av Joseph Thiébaut. Biarum aleppicum ingår i släktet Biarum och familjen kallaväxter. Inga underarter finns listade.